# Ōsumi Yoshinori
Ōsumi Yoshinori (大隅 良典 おおすみ よしのり, sinh ngày 9 tháng 2 năm 1945), là một nhà sinh học tế bào chuyên ngành tự thực (autophagy) người Nhật. Ohsumi là một giáo sư tại Viện Công nghệ Tokyo. Ông đã nhận giải thưởng Kyoto về Khoa học cơ bản năm 2012, và năm 2016 ông nhận Giải thưởng Nobel về sinh lý học và y khoa nhờ khám phá các cơ chế phân tách và tái tạo tế bào.